# Günter Maria Bregulla

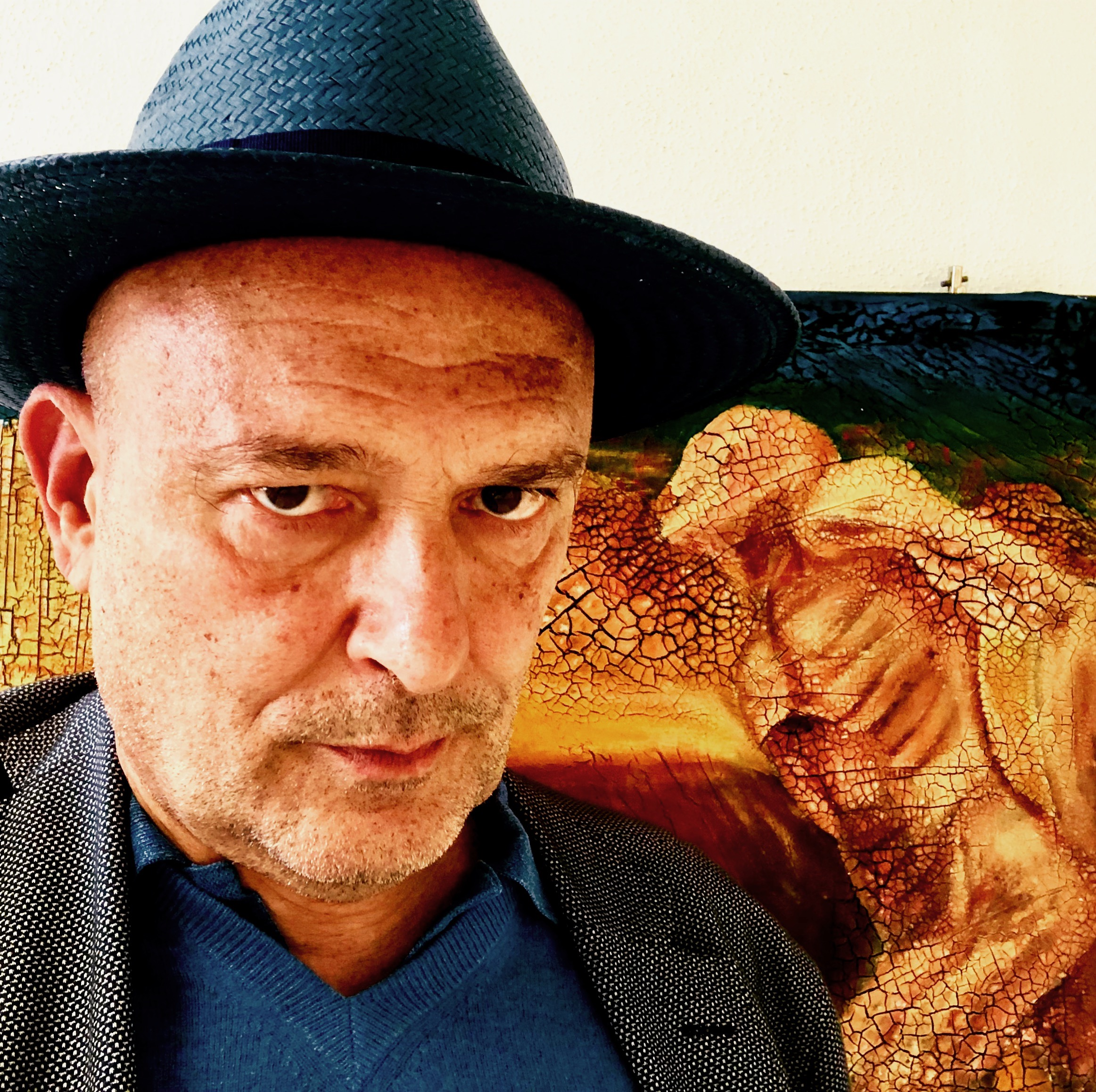
Günter Maria Bregulla (2019)

Günter Maria Bregulla (* 25. März 1962 in Schwandorf) ist ein deutscher Journalist Autor und Künstler. Als Verlagsmanager baute er nach über zehnjähriger Tätigkeit als Redakteur für Tageszeitungen und die Jugendzeitschrift BRAVO sowie als Chefredakteur der Jugendmagazine HiT! und BALLER! für den australischen Medienkonzern PMP Communications den deutschen Attic Futura Verlag auf. Nach über 20 Jahren als Inhaber einer Kommunikationsagentur arbeitet Bregulla heute als freier Autor und Künstler.

## Leben

### Werdegang
Günter Maria Bregulla wurde 1962 als Sohn von Elisabeth und Wolfgang Bregulla in Schwandorf geboren. Nach dem Besuch des Carl-Friedrich-Gauß Gymnasiums und der Fachoberschule in Schwandorf wurde er bei der Mittelbayerischen Zeitung in Regensburg zum Redakteur ausgebildet. 
Seit 1989 wohnt er in München, wo er zunächst als Musikredakteur bei der Jugendzeitschrift BRAVO und später als Chefredakteur der Jugendmagazine HiT! und BALLER! arbeitete. Ab Mitte der 1990er-Jahre baute er für den australischen Medienkonzern „PMP Communications“ den deutschen Attic Futura Verlag auf, in dem unter anderem die Zeitschriften Sugar, 16 und FHM verlegt wurden. 2001 machte sich Bregulla mit einer eigenen Kommunikationsagentur selbständig, die er mit verschiedenen Partnern bis 2023 betrieb. Als Project Director im Kreativbereich war er für über 100 nationale und internationale Awards für die Corporate-Publishing- und Content-Marketing-Agenturen va bene publishing und concept c media mitverantwortlich. Für die Deutsche Interessengemeinschaft Phenylketonurie (DIG PKU) und die European Society for Phenylketonuria and Allied Disorders (E.S. PKU) erstellte Bregulla als Drehbuchautor und Regisseur Dokumentarfilme wie „Die vergessenen Kinder“ und „The legacy of Professor Horst Bickel“.

### Künstlerische Tätigkeit
Seit 2014 ist Günter Maria Bregulla im künstlerischen Bereich tätig. Neben dem Studium der Philosophie beschäftigt er sich mit den Bereichen Film und Fotografie, Bildende Kunst und Literatur. 

### Buchprojekte
Als Co-Autor steuerte er zum Kochbuch „Knödel“ (ZS Verlag) des Oktoberfest-Wirts Florian Oberndorfer (Münchner Knödelei) die Weltgeschichte des Knödels bei. In dem Buch „Todeswinter – Erinnerungen eines Flüchtlingskindes“ verarbeitete er 2019 die Erinnerungen seines Vaters Wolfgang Bregulla illustriert mit Aquarellen und eingerahmt von Gedichten. Zusammen mit dem Schwandorfer Künstler Georg Scheuerer veröffentlichte er 2022 den Kunstband „wesensART – Ein Bilderbuch der Gedanken“, eine Sammlung die künstlerisch mit den Mitteln der Grafik, Zeichnung, Malerei, Fotografie und Lyrik den essenziellen Fragen des menschlichen Wesens auf den Grund geht. 

### Bildende Kunst
Seit 2019 ist Bregulla Teil der ständigen Kunstausstellung Schwandorfer Künstler „KunstZeitRaum“ in seiner Heimatstadt. Als Illustrator hat er die Cover verschiedener im PalmArtPress Verlag erschienener Novellen (u. a. „Zeit der Unübertrefflichkeit“ und „Der Ideenfabrikant“) des Dramatikers Wolfsmehl gestaltet.